# Военный планёр

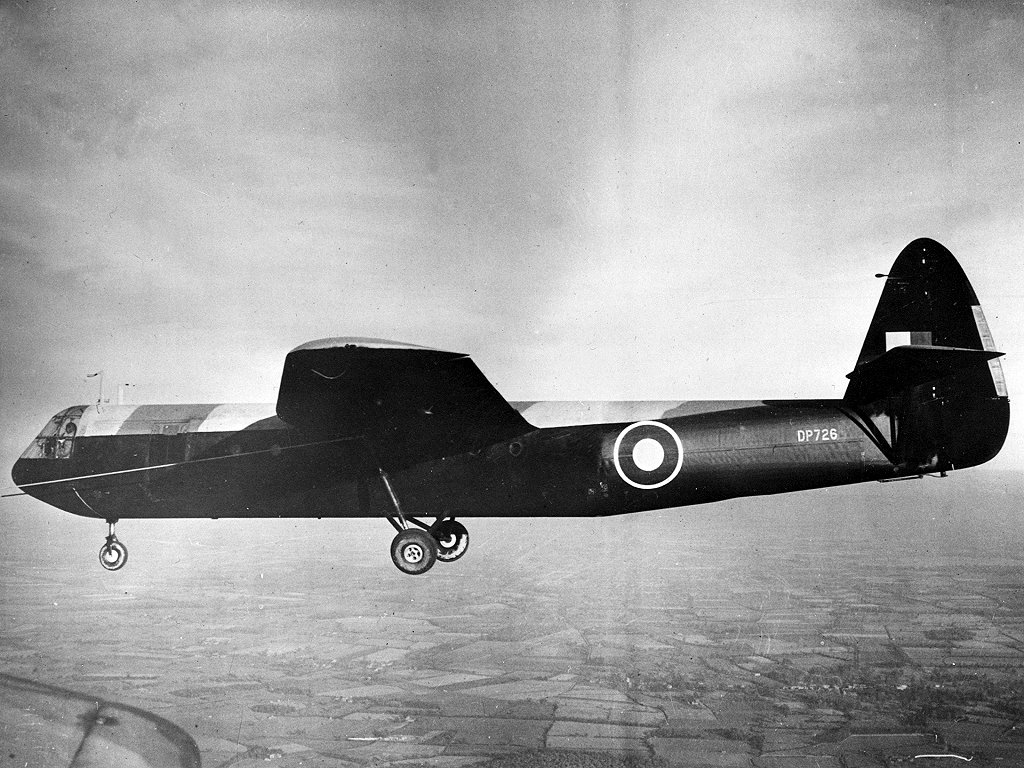
Airspeed Horsa на буксировке, Великобритания

Военные планёры (в отличие от обычных планёров) использовались в основном во Вторую мировую войну вооруженными силами многих стран для доставки войск и тяжёлого вооружения в зону боевых действий. До места доставки военные планёры буксировались военными транспортными самолётами или бомбардировщиками. В сцепке — планёрном поезде, мог быть один или несколько планёров. Отделившись от буксирующего самолёта, они могли продолжать управляемый полёт на десятки километров и бесшумно приземляться на небольшие грунтовые площадки. Односторонний характер миссий подразумевал одноразовое использование, что вело к строительству планёров из дешевых материалов, таких как древесина и ткань.
В отличие от парашютистов, разбросанных по зоне высадки, планёры могли высадить войска в большей концентрации именно в районе цели. Большие планёры были рассчитаны для доставки лёгких танков, противотанковых или зенитных орудий. Это повышало боеспособность десанта по сравнению с легковооружёнными парашютистами. В СССР пытались реализовать проект доставки лёгких танков с воздуха. Этот проект назывался А-40 и не был реализован до конца.
Ко времени Корейской войны (1950—1953) военно-воздушные силы практически всех стран мира отказались от концепции десантных планёров, сконцентрировав своё внимание на развитии транспортных самолётов для доставки и десантирования тяжёлой техники и вертолётов для доставки или эвакуации солдат.

## Военные планёры СССР
Единичные попытки создания военных планёров в СССР относятся к концу 1920-х — началу 1930-х годов. В 1932 году по идее П. И. Гроховского был построен десантно-транспортный планер Г-63. В 1936 году Г. Ф. Грошевым по заданию начальника ВВС РККА Я. И. Алкниса был построен 4-местный планер ГН-8.
23 января 1940 года ЦК ВКП(б) принимает решение о создании в Наркомате авиапромышленности Управления по производству десантно-транспортных планеров под руководством В. С. Куликова. Главным инженером назначается П. В. Цыбин. Осенью этого-же года проводится всесоюзный конкурс на разработку модели военного планера. По итогам конкурса 1-ю премию получает 5-местный проект РФ-8 О. К. Антонова, впоследствии модернизированный до 7-местного и названый А-7. В июне 1941 года О. К. Антонов, В. К. Грибовской и П. В. Цыбин получают технические задания на разработку массовых моделей военных планеров.

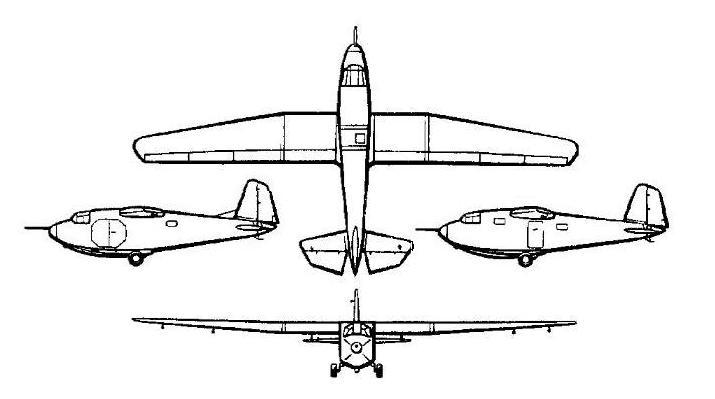
Г-11 десантный планёр конструкции Грибовского

Самыми массовыми моделями были 11-местный Г-11 Грибовского (около 500 экземпляров до 1948 г.) и А-7 Антонова (около 400 экземпляров). Небольшими сериями строились тяжелые транспортные планёры КЦ-20 Цыбина (68 экземпляров в поселке Лопатино под Казанью). В совокупности было построено около 1000 экземпляров.
В РККА военные планёры применялись для поддержки партизан и переброски диверсионных групп за линию фронта. В ноябре 1942 года на воздушном мосту Москва — Сталинград во время Сталинградской битвы была проведена операция «Антифриз» в ходе которой планерами доставлялся антифриз для танков. Наиболее активно использовались планёры в Белоруссии в 1943 году на участке Полоцк — Бегомль — Лепель. В том же году Г-11 и А-7 использовались в ходе Днепровской воздушно-десантной операции во время форсирования Днепра. Последние боевые вылеты производились в 1944 году для поддержки партизан.
После Второй мировой войны в СССР были разработаны ещё несколько моделей военных планёров — 25-местный Ц-25 Цыбина, 60-местный Ил-32 и 35-местный Як-14. Серийно производился только Як-14 (Построено 413 экземпляров на заводе № 168), который использовался до середины 50-х годов. В то же время Ц-25 и Як-14 использовались для транспортировки грузов в составе Арктической авиаэкспедиции, в том числе для поддержки станции СП-2 на Северном полюсе.

## Военные планёры Германии

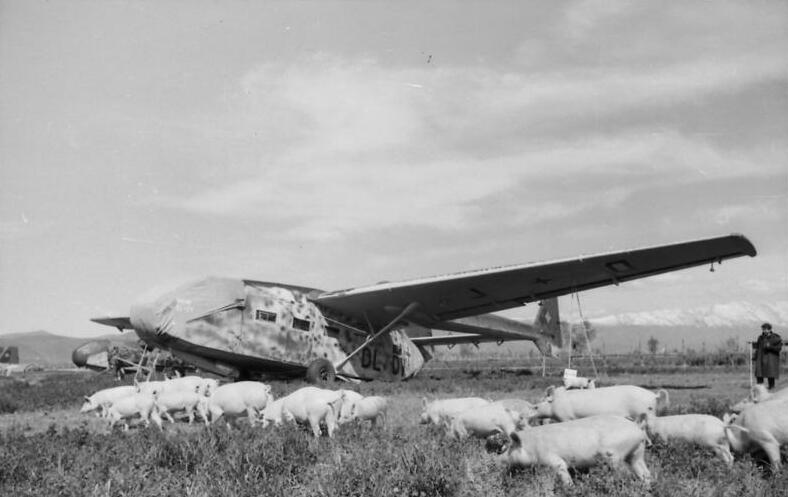
Gotha Go 242 Германия

Немецкие войска первые применили планёрный десант в боевых операциях. 10 мая 1940 года отряд немецкого десанта, используя планёры DFS 230, взял штурмом укрепленный стратегический бельгийский форт Эбен-Эмаель. Планёры использовались при вторжении на Крит, но после этого немцы больше не проводили такие крупные десантные операции. Тем не менее, они разработали большой планёр Gotha Go 242 на 23 места и еще больший Messerschmitt Me 321 на 120 мест. В течение войны планёры использовались, например, при освобождении Муссолини, и в снабженческих операциях на Восточном фронте и Северной Африке. Junkers Ju 322 был самым крупным построенным планёром, но он не пошёл в производство. К концу войны был спроектирован и построен в нескольких экземплярах единственный в мире планёр-истребитель — Blohm & Voss BV 40.

## Военные планёры США

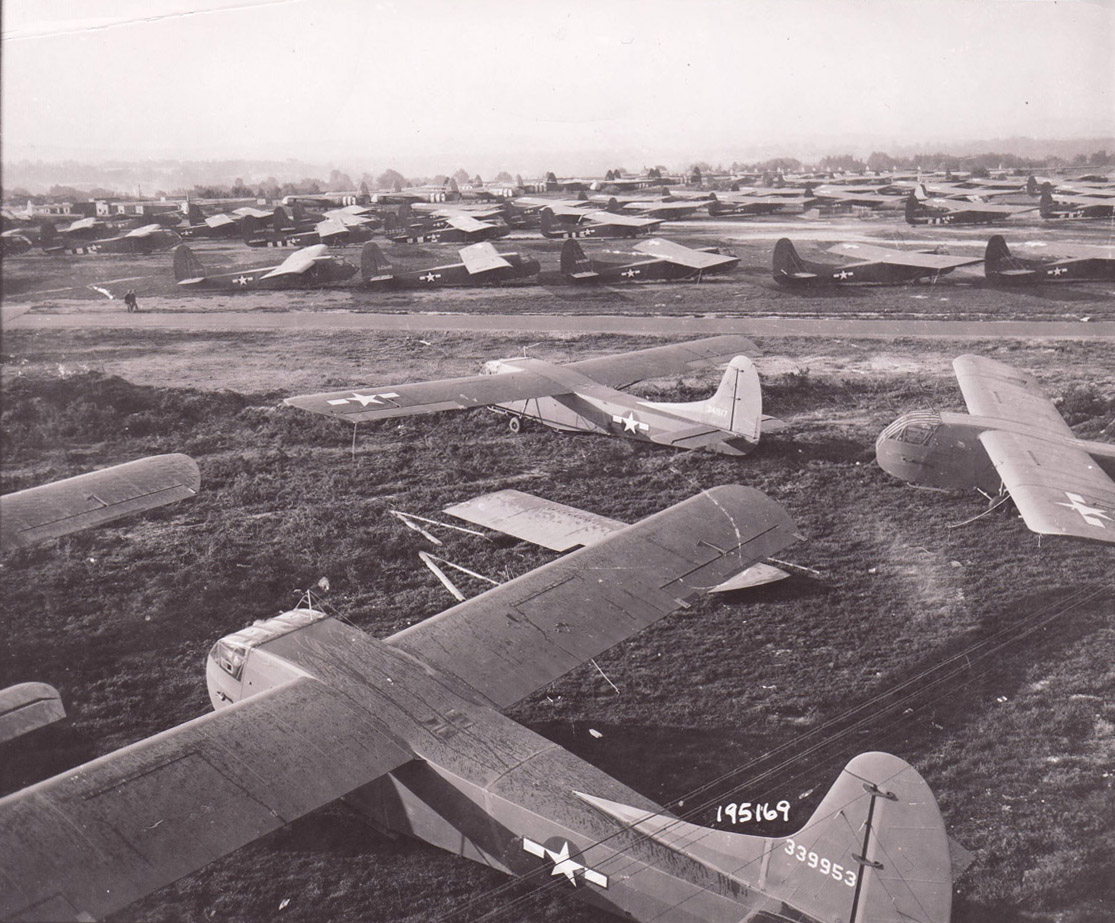
Waco CG-4 ВВС США

В 1941 году генерал-майор Генри Харли Арнольд, исполняющий в то время обязанности командующего Воздушного корпуса Армии США, инициировал исследования в рамках программы разработки десантных планёров. По результатам исследований был объявлен конкурс на производство 2, 8 и 15-местных десантных планёров. Для участия были приглашены одиннадцать компаний, четыре из них проявили интерес к планёрной программе, и только авиакомпания Вако смогла предоставить прототипы планёров которые соответствовали требованиям воздушного корпуса США: 8-местный Waco CG-3 (при производстве был переоборудован в 9-местный) и 15-местный Waco CG-4.
В октябре 1941 года руководителем планёрной программы становится Левин Беррингер. Шок от атаки на Перл-Харбор побудил США установить требования по подготовке 1000 пилотов планёрной программы: 500 для 8-местных и 500 для 15-местных планёров. К июлю 1942 года требования увеличились до 6000 пилотов. В январе 1943 года, после исчезновения самолёта Берингера в Атлантике планёрная программа переходит под управление Ричарда Дюпона.
Самым массовым типом был Waco CG-4A, который был впервые применен в боевых условиях во время Сицилийской операции, и принимал участие как в Нормандской операции, так и в других десантных операциях Второго фронта, таких как Голландская операция и Рейнская воздушно-десантная операция. Также Waco GC-4A использовался и в Китайско-Бирманско-Индийском театре военных действий.
Производство планёров было организовано начиная с заводов Форд и Цессна, и заканчивая мебельными и музыкальными фабриками. Были разработаны большие модели, такие как Waco CG-13A (30-местный) и Waco CG-10A (42-местный). К концу войны США подготовили более 6000 пилотов и построили более 14000 военных планёров. Последней военной планёрной миссией был Лусон 23 июня 1945 года.
После Второй мировой войны, в составе Армии США остался один планёрный полк. Последний раз военные планёры использовались в учениях 1949 года и с 1 января 1953 года были выведены из состава Армии США.

## Военные планёры Великобритании
Успех немецкой десантной операции в Эбен-Эмаэль стал предпосылкой для создания планёрной программы в Великобритании. Наиболее широко строящимися типами были — 28 местный Airspeed Horsa и 7-ми тонный General Aircraft Hamilcar. Планёр General Aircraft GAL.48 Hotspur использовался для обучения пилотов в особом планёрном подразделении (Glider Pilot Regiment). Наиболее известные операции Британских войск с применением военных планёров — взятие мостов в ходе операции «Дэдстик» во время высадки в Нормандии, операция «Драгун» во время вторжения в Южную Францию и во время Рейнской воздушно-десантной операции. Всего было произведено более 3600 экземпляров военных планёров, которые использовались после войны для перевозки грузов в армии вплоть до 1957 года.